# Allhelgonastormfloden 1170
Allhelgonastormfloden 1170 (tyska: Allerheiligenflut 1170)  den 1 och 2 november 1170 var en av historiens största stormfloder längs Nordsjökusten och ledde till stor förödelse längs den nederländska och ostfriesiska kusten.
I Nederländerna trängde havet in söder om den nuvarande ön Texel och utvidgade Zuiderzee. Landområden skiljdes från fastlandet och bildade öar.
I Ostfriesland delades dåvarande ön Bant utanför floden Ems mynning upp i öarna Borkum, Juist, Buise och Norderney. Ön Buise försvann sedan på 1600-talet.